# دنبو
دنبو (به عربی: دنبو) یک منطقهٔ مسکونی در لبنان است که در شهرستان عکار واقع شده‌است. دنبو ۴٬۰۷۸ نفر جمعیت دارد.